# Sindrome di Liddle
La sindrome di Liddle, o pseudoiperaldosteronismo di tipo 1, è una malattia genetica rara, a trasmissione autosomica dominante, che compare in giovane età. La sindrome dipende dal malfunzionamento, in seguito a una mutazione genetica, di un canale ionico presente sui tubuli renali, e simula l'eccesso di ormoni mineralcorticoidi come l'aldosterone.

## Eziologia
I pazienti affetti da sindrome di Liddle presentano una mutazione delle subunitá β e γ nel gene del canale epiteliale del sodio (denominato ENaC) presente sui tubuli renali. Il gene mutato si trova sul locus 16p12-p13. L'effetto della mutazione è una modificazione del canale che ne impedisce la degradazione da parte del sistema proteosomico dell'ubiquitina. Più esattamente, il frammento PY della proteina è alterato o deleto, per cui la E3 ligasi (Nedd4) non riconosce più il canale. Ciò comporta un'aumentata attività del canale stesso, con aumento del riassorbimento renale di sodio e aumentata eliminazione urinaria di potassio.

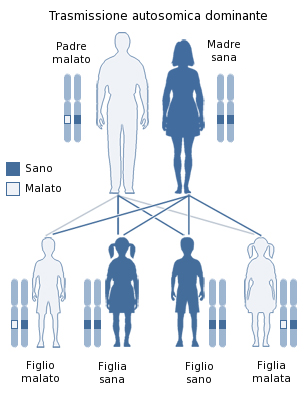
La sindrome di Liddle è ereditata in modalità autosomica dominante.

## Segni e sintomi
I bambini con la sindrome di Liddle sono spesso asintomatici. Il primo indizio di malattia è spesso il riscontro occasionale di ipertensione grave refrattaria alla terapia farmacologica.

## Diagnosi
Il riscontro di ipertensione in pazienti pediatrici (e non) prevede l'approfondimento con diversi esami, tra cui la valutazione degli elettroliti plasmatici, renina e aldosterone. Nella malattia di Liddle si riscontrano ipersodiemia associata ad ipopotassiemia, una condizione in comune con l'iperaldosteronismo, un'altra rara causa di ipertensione nel bambino. Mentre nell'iperaldosteronismo primario (Sindrome di Conn), però, troviamo livelli elevati di aldosterone, nella sindrome di Liddle l'aldosterone plasmatico é normale o addirittura basso. Concorrono a fare diagnosi livelli di renina plasmatica soppressi e presenza di alcalosi metabolica da perdita di idrogenioni.
La diagnosi definitiva, tuttavia, è di tipo molecolare, in cui si dimostra la presenza della mutazione.

## Trattamento
La terapia consiste nella somministrazione di un diuretico risparmiatore di potassio come l'amiloride o il triamterene, che bloccano direttamente il canale coinvolto. Talvolta si somministrano questi farmaci in associazione a un diuretico tiazidico, come nel caso del Moduretic (amiloride + idroclorotiazide). Gli antagonisti dell'aldosterone, come lo spironolattone, sono invece inefficaci: nella sindrome di Liddle ENaC, infatti, i livelli di aldosterone non vengono influenzati.